# Pietro Ier Candiano
Pour les articles homonymes, voir Candiano.
Pietro Candiano (né vers 842, mort en 887) est le 16e doge de Venise.

## Biographie
Pietro Candiano  est le successeur de Giovanni II Participazio qui a abdiqué après six années de gouvernement de la république, il est élu par acclamation non du peuple mais par les familles les plus influentes de l’état naissant vers avril 887.
L’élection de Pietro Candiano est expliqué en raison de sa descendance d’une famille romaine impériale. Il doit s’agir du classique homo novus qui réussit  à prendre le pouvoir en se proposant pour des médiations entre les différentes factions politiques qui divisent les grandes familles vénitiennes et qui souvent recourent à l’assassinat comme moyen de lutte politique.
Venise, après avoir résisté à Charlemagne,  se trouve dans une phase d’expansion. Après qu’en 840 Lothaire Ier a reconnu l’indépendance de Venise, l'Empire byzantin nomme, peu après, le Doge spatharios. La Sérénissime a cherché à soumettre Comacchio, a repoussé les attaques des Slaves et les a expulsés d’Istrie. Elle s’oppose aux  sarrasins en les combattant avec  Byzance qui ne réussit plus à résister et  arrête leur présence dans l'Adriatique.
Jeune et décidé, Pietro Candiano se lance dans une campagne contre la principauté de Paganie, en Dalmatie d’où partent les attaques des pirates narentins vers les côtes du nord de l’Adriatique. Il est nommé doge depuis cinq mois quand, à la tête d’une flotte de 12 galères, après avoir coulé cinq navires narentins, il prend pied à proximité du port de Makarska s’enfonçant dans les terres. Les narentins  et les Esclavons le battent et le tuent dans une bataille rangée le 18 septembre 887. C’est le premier doge à mourir au combat pour la république de Venise.
Les Narentins, grâce à cette victoire, obtiennent un accès plus facile aux côtes italiennes, ils reçoivent des tributs de Venise jusqu’en 998.
Le doge Pietro Candiano est un de ceux qui gouverna la Sérénissime le plus brièvement: à peu près six mois, mais cela fut suffisant pour établir les bases du droit des familles à accéder aux hautes charges. D’autres Candiano seront doges, son fils Pietro II, (932 - 939 et Pietro III (942 - 959)  qui fut destitué par son fils Pietro IV (959 - 976)

## Sources
- (it) Cet article est partiellement ou en totalité issu de l’article de Wikipédia en italien intitulé « Pietro I Candiano » (voir la liste des auteurs).

Cet article comprend des extraits du Dictionnaire Bouillet. Il est possible de supprimer cette indication, si le texte reflète le savoir actuel sur ce thème, si les sources sont citées, s'il satisfait aux exigences linguistiques actuelles et s'il ne contient pas de propos qui vont à l'encontre des règles de neutralité de Wikipédia.